# Récolement (inventaire)
Pour les articles homonymes, voir Récolement.

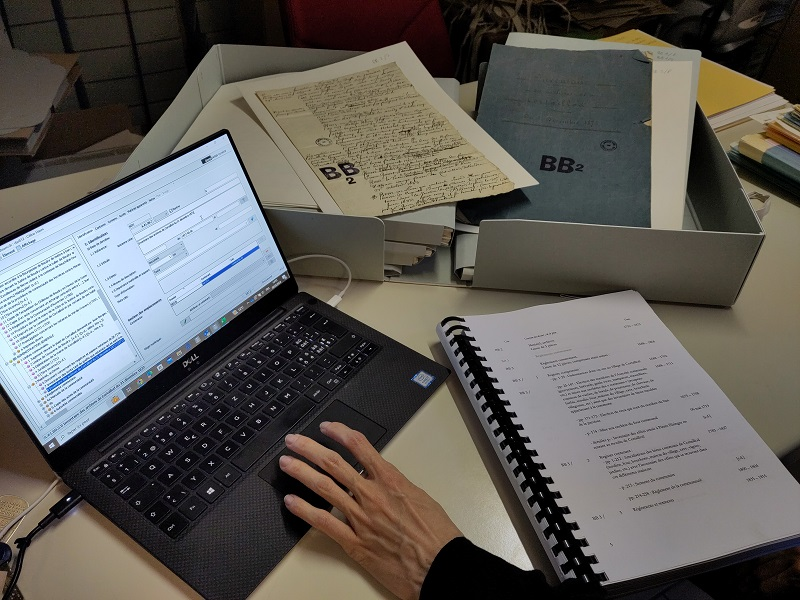
Récolement d'un inventaire d'archives par l'archiviste (ici d'anciens inventaires d'archives manuscrits et tapuscrits archivés et décrits dans un système d'information archivistique).

Le récolement (empr. au lat. class. recolere « pratiquer de nouveau », d'où « repasser dans son esprit », « passer en revue ») est une opération de contrôle de la présence de documents et d'objets dans une collection, telle qu'un dépôt d'archives, une bibliothèque, un centre de documentation ou un musée.

## Description
Cette opération a pour but de vérifier l’intégrité des collections telles que décrites dans les inventaires (catalogues de bibliothèque, instruments de recherche archivistiques, listes formant des répertoires sur papier ou numérisées, etc.). La comparaison entre les fonds réellement présents et les fonds théorique indiqué par les inventaires permet de repérer les documents manquants ou abîmés, de ranger les items mal classés et de mettre à jour et actualiser l'inventaire.
Dans les bibliothèques, le récolement peut orienter les acquisitions dans le cas d’ouvrages manquants ou en mauvais état.
Il ne faut pas confondre :
- le récolement, qui s'apparente à l'opération habituellement appelée inventaire dans la gestion des stocks commerciaux, (inventaire physique)
- l'inventaire, qui est le registre, sur papier ou informatisé, qui liste les éléments formant la collection de la bibliothèque, du dépôt d'archives ou du centre de documentation, par ordre d'entrée.

## Outils utilisés
La plupart des logiciels utilisés en bibliothèques (système intégré de gestion de bibliothèque, ou SIGB) propose une fonction de récolement qui permet de scanner le code-barres des documents présents en suivant l’ordre des rayons. Les codes-barres enregistrés sont ensuite comparés à ceux présents dans la base de données du logiciel ; le module de récolement permet alors d'éditer la liste des documents présents, de ceux absents pour cause de prêt et enfin de ceux manquants à l’appel.
La technologie RFID permet d’alléger cette tâche en évitant certaines manipulations : un lecteur portable  permet de lire à distance les puces des documents.
Les systèmes d'information archivistique peuvent également permettre de gérer les localisations physiques des archives.

## Cadre réglementaire
En France, cette opération est obligatoire dans les collections publiques :
- pour les archives municipales à l'occasion de chaque mandat,
- pour les archives départementales à chaque changement de directeur,
- pour les musées de France tous les 10 ans en vertu de l'article L. 451-2 du code du patrimoine, et de l'arrêté du 25 mai 2004, fixant les normes techniques, concernant l'inventaire, la tenue du registre des biens, et le récolement[4].

Le récolement de 2014 pour chaque musée, devait avoir été réalisé pour le 12 juin 2014, échéance difficile à respecter, voire irréaliste, pour nombre de musées. Certains musées, pour pallier le manque ponctuel de moyens humains, ont fait appel à des récoleurs bénévoles, pour le recensement des collections, tel le Musée d'Angers.
- La commission de récolement des dépôts d’œuvres d'art (CRDOA), créée en 1996, organise les opérations de récolement des dépôts d’œuvres d'art (articles D. 113-27 et suivants du code du patrimoine).

- Beaucoup de bibliothèques publiques ou universitaires pratiquent le récolement, chaque année. Toutefois, à raison de la taille de l'établissement, l'ensemble des collections n'est pas toujours récolé tous les ans.

- Par ailleurs, au titre de l'article L. 622-8 du code du patrimoine, il est procédé tous les 5 ans à un récolement des objets mobiliers classés monuments historiques.